# Ternî, Lubnî
Ternî (în ucraineană Терни) este un sat în comuna Mîhnivți din raionul Lubnî, regiunea Poltava, Ucraina.

## Demografie
Componența lingvistică a localității Ternî
     Ucraineană (96,39%)
     Rusă (3,61%)
Conform recensământului din 2001, majoritatea populației localității Ternî era vorbitoare de ucraineană (96,39%), existând în minoritate și vorbitori de rusă (3,61%).